# Føyno
59°44′21″N 5°24′55″Ø / 59.73917°N 5.41528°Ø
Føyno er en beboet ø syd for Stord, tilhørende Stord kommune i Vestland fylke i Norge. 
Øen blev landfast i december 2000, mod Sveio i syd gennem Bømlafjordtunnelen og Stord i nord over Stordabroen. Da blev E39 åbnet for trafik i forbindelse med Trekantsambandet, hvis  bomstation ligger på Føyno. Der er også forbindelse mod øst over øen Nautøy og Spissøy i Bømlo kommune på øen Bømlo.